# Draconarius nanjiang
Espèce
Draconarius nanjiang est une espèce d'araignées aranéomorphes de la famille des Agelenidae.

## Distribution
Cette espèce est endémique du Sichuan en Chine,. Elle se rencontre dans le xian de Nanjiang.

## Description
Le mâle holotype mesure 6,60 mm et la femelle paratype 7,40 mm.

## Systématique et taxinomie
Cette espèce a été décrite par Cheng et Zhang en 2023.

## Étymologie
Son nom d'espèce lui a été donné en référence au lieu de sa découverte, le xian de Nanjiang.

## Publication originale
- Cheng & Zhang, 2023 : « A new species of the genus Draconarius from Sichuan Province, China (Agelenidae, Coelotinae). » Acta Arachnologica Sinica, vol. 32, no 1, p. 22-24.